# Guillaume Ulens
Pour les articles homonymes, voir Ulens.
 Guillaume Willy Ulens est un footballeur belge né le 11 juillet 1909 et mort le 9 novembre 1970.

## Biographie
Attaquant au Royal Antwerp FC, il est le meilleur buteur du championnat de Belgique en 1933, en inscrivant 33 buts.
Il compte aussi une sélection en équipe nationale belge.

## Palmarès
- Champion de Belgique en 1929 et 1931 avec le Royal Antwerp FC
- Vice-Champion de Belgique en 1930, 1932 et 1933 avec le Royal Antwerp FC
- Meilleur buteur du Championnat de Belgique en 1933 (33 buts)